# 2 tháng 2
Ngày 2 tháng 2 là ngày thứ 33 trong lịch Gregory. Còn 332 ngày trong năm (333 ngày trong năm nhuận).

## Sự kiện
- 932 – Quốc vương nước Mân Vương Diên Quân mệnh con là Vương Kế Bằng nắm quyền cai quản quân phủ sự, còn bản thân trở thành một đạo sĩ, tức ngày Bính Tý (23) tháng 12 năm Tân Mão.
- 962 – Giáo hoàng Gioan XII tôn Otto I làm Hoàng đế La Mã Thần thánh đầu tiên sau gần 40 năm.
- 1421 – Minh Thành Tổ Chu Lệ tổ chức nghi lễ lập Thái Miếu, thụ triều hạ tại Bắc Kinh, Bắc Kinh chính thức trở thành thủ đô của triều Minh, tức ngày Giáp Tý (1) tháng 1 năm Tân Sửu.
- 1536 – Đoàn thám hiểm Tây Ban Nha dưới sự lãnh đạo của Pedro de Mendoza thành lập nên khu định cư Ciudad de Nuestra Señora Santa María del Buen Ayre, được xem là sự kiện hình thành nên thủ đô Buenos Aires của Argentina.
- 1611 – Nữ bá tước người Hungary Báthory Erzsébet bị xét xử vì tội sát hại 610 thiếu nữ nhằm lấy máu để uống và tắm để gìn giữ nét thanh xuân.
- 1848 – Chiến tranh Hoa Kỳ-México chính thức kết thúc với việc ký kết Hiệp ước Guadalupe Hidalgo, theo đó biên giới Texas kéo dài đến Rio Grande, Hoa Kỳ giành được quyền sở hữu một lãnh thổ rộng lớn nay thuộc các bang California, New Mexico, Arizona, Nevada, Utah, và một phần Wyoming cùng Colorado.
- 1864 – Chiến tranh Schleswig lần thứ hai: Quân đội Đan Mạch giành chiến thắng trong Trận Mysunde trước quân đội Phổ.
- 1868 – Các lực lượng ủng hộ Thiên hoàng chiếm Thành Osaka từ Mạc phủ Tokugawa và phóng hỏa đốt thành.
- 1889 – Nguyễn Phúc Bửu Lân trở thành hoàng đế thứ 10 của triều Nguyễn, đặt niên hiệu là Thành Thái.
- 1895 – Chiến tranh Thanh-Nhật: Quân đội Nhật Bản tiến vào Uy Hải vệ tại đông bộ Sơn Đông.
- 1899 – Hội nghị các thủ hiến Úc tổ chức tại Melbourne quyết định đặt thủ đô của quốc gia tại Canberra, địa điểm nằm giữa Sydney và Melbourne.
- 1900 – Samuel Langhorne Clemens lần đầu tiên chọn dùng bút hiệu Mark Twain, nguồn gốc từ những kỷ niệm lái tàu trên dòng sông Mississippi từ thuở nhỏ.
- 1922 – Tiểu thuyết Ulysses của nhà văn người Ireland James Joyce được phát hành.
- 1935 – Nhà phát minh người Mỹ Leonarde Keeler thử nghiệm máy phát hiện nói dối đầu tiên.
- 1943 – Trong thế chiến thứ hai, toán quân còn sót lại của lực lượng Đức Quốc xã từ trận chiến Stalingrad đầu hàng Xô Viết. Stalingrad được đổi tên thành Volgograd.
- 1971 – Idi Amin Dada thay thế Milton Obote trong vai trò nguyên thủ quốc gia của Uganda.
- 1971  – Công ước Ramsar được trình bày và thông qua bởi một số quốc gia tại một hội nghị ở Iran.
- 1974 – Máy bay chiến đấu F-16 Fighting Falcon của Hoa Kỳ có chuyến bay chính thức đầu tiên tại Trung tâm thử nghiệm bay Không quân tại California.
- 2004 – Vận động viên quần vợt người Thụy Sĩ Roger Federer trở thành tay vợt đơn nam hạng nhất, anh đứng ở hạng này trong thời gian kỷ lục là 237 tuần.

## Sinh
- 1458 - Lê Ích Mộc,Trạng nguyên Việt Nam (m. 1538)
- 1649 – Biển Đức XIII, giáo hoàng thứ 245 của giáo hội Công giáo (m. 1730)
- 1717 – Gideon Ernst von Laudon, thống chế quân đội Áo (m. 1790)
- 1741 – Pigneau de Behaine, giáo sĩ người Pháp (m. 1799)
- 1754 – Charles-Maurice de Talleyrand-Périgord, Thủ tướng Pháp (m. 1838)
- 1775 – Cố Luân Hoà Hiếu, công chúa của nhà Thanh, tức 3 tháng 1 năm Ất Mùi (m. 1823)
- 1803 – Albert Sidney Johnston, tướng lĩnh người Mỹ (m. 1862)
- 1812 – Yevhen Hrebinka, nhà thơ người Nga, tức 21 tháng 1 theo lịch Julius (m. 1848)
- 1813 – Alexander August Wilhelm von Pape, tướng lĩnh Phổ (m. 1895)
- 1817 – Eduard Kuno von der Goltz, tướng lĩnh Phổ (m. 1897)
- 1832 – Nguyễn Phúc Thục Tuệ, phong hiệu Vĩnh Chân Công chúa, công chúa con vua Minh Mạng (m. 1854)
- 1841 – Eduard Linnemann, nhà hóa học người Đức (m. 1886)
- 1875 – Fritz Kreisler, nghệ sĩ violon và nhà soạn nhạc người Áo-Pháp-Mỹ (m. 1962)
- 1882 – James Joyce, tác gia người Ireland (m. 1941)
- 1885 – Mikhail Vasilyevich Frunze, nhà hoạt động chính trị tại Đế quốc Nga và Liên Xô, tức 21 tháng 1 theo lịch Julius (m. 1925)
- 1889 – Jean de Lattre de Tassigny, thống chế người Pháp (m. 1952)
- 1892 - Phan Kế Toại, Chính trị gia của Việt Nam (m. 1973)
- 1893 – Damdin Sükhbaatar, thủ lĩnh quân sự người Mông Cổ (m. 1923)
- 1901 – Jascha Heifetz, nghệ sĩ violon người Litva (m. 1987)
- 1905 – Ayn Rand, tác gia và triết gia người Nga-Mỹ (m. 1982)
- 1908 – Nguyễn Đức Cảnh, nhà hoạt động người Việt Nam (m. 1932)
- 1909 – Micae Nguyễn Khắc Ngữ, giám mục người Việt Nam (m. 2009)
- 1910 – Cơ Bằng Phi, chính trị gia người Trung Quốc (m. 2000)
- 1914 – Huỳnh Văn Nghệ, chính trị gia, sĩ quan người Việt Nam (m. 1977)
- 1915 – Saukam Khoy, Tổng thống Campuchia (m. 2008)
- 1916 – Xuân Diệu, nhà thơ người Việt Nam (m. 1985)
- 1917 – Đỗ Mười, Tổng bí thư Đảng Cộng sản Việt Nam (m. 2018)
- 1923 - Lý Bá Hỷ, Chuẩn tướng Quân lực Việt Nam Cộng hòa (Mất 2015)
- 1926 – Valéry Giscard d'Estaing, Tổng thống Pháp
- 1929 – Đặng Hồi Xuân, chính trị gia người Việt Nam (m. 1988)
- 1929 – Giang Nam, nhà thơ người Việt Nam
- 1931 – Dries van Agt, Thủ tướng Hà Lan
- 1933 – Nguyễn Hà Phan, nhà chính trị người Việt Nam
- 1933 – Than Shwe, quốc trưởng Myanma
- 1941 – Lê Uyên Phương, nhạc sĩ người Việt Nam (m. 1999)
- 1943 - Thanh Sang, nghệ sĩ ưu tú, nghệ sĩ cải lương Việt Nam (m. 2017)
- 1941 – Lee Redmond, kỷ lục gia người Mỹ
- 1944 – Norodom Ranariddh, thành viên vương thất, chính trị gia người Campuchia
- 1946 – Isaias Afewerki, Tổng thống Eritrea
- 1946 – Jang Sung-taek, chính trị gia ngươì Triều Tiên (m. 2013)
- 1947 – Farrah Fawcett, Diễn viên người Mỹ (m. 2009)
- 1949 – Phùng Quang Thanh, tướng lĩnh, chính trị gia người Việt Nam
- 1952 – Park Geun-hye, Tổng thống Hàn Quốc
- 1956 – Lê Quý Vương, tướng lĩnh công an người Việt Nam
- 1963 – Eva Cassidy, ca sĩ và nhạc sĩ người Mỹ (m. 1996)
- 1967 – Lê Công Tuấn Anh, Diễn viên người Việt Nam (m. 1996)
- 1977 – Shakira, ca sĩ, nhạc sĩ, nhạc công người Colombia
- 1982 – Han Ga In, Diễn viên, người mẫu người Hàn Quốc
- 1982 – Trần Thu Trang, nhà văn người Việt Nam
- 1987 – Gerard Piqué, cầu thủ bóng đá người Tây Ban Nha
- 1987 – Victoria Song, ca sĩ người Trung Quốc, thành viên nhóm nhạc f(x) (nhóm nhạc)
- 1989 – Guillermo Rivera-Aránguiz, vận động viên quần vợt người Chile
- 1989 – Ivan Perišić, cầu thủ bóng đá người Croatia

## Mất
- 1594 – Giovanni Pierluigi da Palestrina, nhà soạn nhạc người Ý (s. 1525)
- 1769 – Clêmentê XIII, giáo hoàng thứ 248 của giáo hội Công giáo (s. 1693)
- 1886 – David Hunter, tướng lĩnh người Mỹ (s. 1802)
- 1907 – Dmitri Mendeleev, nhà hóa học Nga (s. 1834)
- 1967 - Nguyễn Giác Ngộ, Thiếu tướng Quân lực Việt Nam Cộng hòa
- 1970 – Bertrand Russell, triết gia, nhà toán học người Anh Quốc (s. 1872)
- 1980 – William Howard Stein, nhà hóa sinh học người Mỹ, đoạt giải Nobel (s. 1911)
- 1983 – Hằng Phương, nhà thơ người Việt Nam (s. 1908)